# جفرسون برناردس
جفرسون برناردس (اسپانیایی: Jefferson Bernárdez‎؛ زادهٔ ۲۷ مارس ۱۹۸۷) بازیکن فوتبال اهل هندوراس است.
از باشگاه‌هایی که در آن بازی کرده است می‌توان به باشگاه فوتبال رئال استیلی و باشگاه فوتبال موتاگوا اشاره کرد.
وی همچنین در تیم‌های ملی فوتبال زیر ۲۳ سال هندوراس و هندوراس بازی کرده است.